# Simopelta oculata
Simopelta oculata är en myrart som beskrevs av William H. Gotwald, Jr. och Brown 1967. Simopelta oculata ingår i släktet Simopelta och familjen myror. Inga underarter finns listade i Catalogue of Life.